# The Thin Red Line (1998)
The Thin Red Line (bra: Além da Linha Vermelha; prt: A Barreira Invisível) é um filme de guerra americano de 1998 que conta uma história fictícia das Forças Armadas dos Estados Unidos durante a Batalha de Guadalcanal na II Guerra Mundial. Mostra os homens da Companhia C, em particular, os soldados interpretados por Sean Penn, Jim Caviezel, Nick Nolte, Elias Koteas e Ben Chaplin.
O filme marcou o retorno do diretor Terrence Malick a produção de filmes depois de 20 anos, seu último filme foi Days of Heaven em 1978. Ele escreveu o roteiro baseado no livro de mesmo nome escrito por James Jones. O elenco possui grandes nomes do cinema, incluindo pontas e interpretações de atores como George Clooney, Sean Penn, Adrien Brody, John Cusack, Jared Leto e John Travolta. O primeiro corte do filme demorou 7 meses para ser montado e tinha 5 horas de duração. Na edição final, todas as cenas contendo as performances de Billy Bob Thornton, Martin Sheen, Gary Oldman, Bill Pullman, Lukas Haas, Jason Patric, Viggo Mortensen e Mickey Rourke foram removidas. A trilha sonora foi feita por Hans Zimmer, com músicas adicionais de John Powell.
Foi indicado a 7 Oscars: melhor filme, melhor diretor, melhor roteiro adaptado, melhor fotografia, melhor edição, melhor trilha sonora e melhor mixagem de som. Venceu o Urso de Ouro no Festival de Berlim em 1999.

## Enredo
Quando o filme abre, o Soldado Witt desertou de sua unidade e está vivendo com nativos da Melanésia no Pacífico Sul. Ele é achado e feito prisioneiro pelo Primeiro-Sargento de sua companhia, Welsh. Na conversa de Welsh com Witt, fica claro que o soldado não está querendo servir o Exército dos Estados Unidos.
Os homens da Companhia C são levados até Guadalcanal como reforços para a campanha de tomar a ilha dos japoneses. Enquanto eles esperam no transporte da Marinha, os soldados contemplam suas vidas e a missão à frente. No deque, o comandante de batalha, Tenente-Coronel Tall, fala com seu oficial comandante, General de Brigada Quintard, sobre a invasão e sua importância. A narração de Tall revela que ele recusou uma promoção e que esta batalha pode ser sua última oportunidade de comandar uma operação vitoriosa.
A Companhia C chega a Guadalcanal sem resistência e caminha para o interior da ilha, encontrando poucas evidências da presença dos japoneses. Eles chegam perto do Morro 210, uma posição japonesa chave. Os japoneses colocaram um bunker com várias metralhadoras no topo do morro, dando a eles uma visão sem obstruções do vale. Qualquer força que tentasse escalar o morro poderia ser rapidamente aniquilada com as metralhadoras e morteiros.
Um rápido bombardeamento do morro começa na alvorada do dia seguinte. Pouco tempo depois, a Companhia C tenta tomar o morro, porém são rechaçados pelas metralhadoras do bunker. Entre os primeiros mortos na batalha, está o líder do pelotão de ataque, Segundo-Tenente Whyte. Durante a batalha, o Coronel Tall ordena que o comandante de companhia, Capitão Staros, tome o bunker com um assalto frontal, a qualquer custo. Staros se recusa, não disposto a tratar seus homens como dispensáveis. Quando os dois chegam a um impasse, Tall decide se juntar a Staros na linha de frente para ver a situação com seus próprios olhos. Quando ele chega, a resistência japonesa parece ter diminuído, e a opinião de Tall sobre Staros parece ter sido selada. Também, durante a batalha, o Soldado Witt, que havia sido designado a servir como maqueiro, como forma de punição, pede para voltar a companhia, recebendo permissão.
Um pequeno destacamento é enviado em uma missão de reconhecimento sob as ordens de Tall para determinar a força do bunker japonês. O Soldado Bell reporta que há cinco metralhadoras no bunker. Ele se junta a um outro destacamento, liderados pelo Capitão Gaff, num ataque pelo flanco ao bunker. A operação é um sucesso e a Companhia C consegue derrotar um dos últimos redutos inimigos na ilha. Os japoneses que eles encontram estão subnutridos e denotam pouca capacidade de resistência.
Uma grande parte da história  se centra na vida pessoal e nas visões morais dos homens. Staros perde seu comando por desobedecer as ordens de Tall. Este propõe recomendar Staros para várias condecorações, o que ele recusa pois não querque o nome da unidade fique manchado ao ter um oficial comandante removido de seu comando. Por outro lado, o Soldado Bell recebe uma carta de sua esposa pedindo divórcio. Witt deixa a companhia para achar outra aldeia nativa, apenas para descobrir que seu senso de paz em lugares como aquele foi abalado, já que ele vê que até em lugares como aquele ele pode achar o mal. Ele retorna para a companhia antes que sua saída fosse notada. Uma conversa entre Welsh e Witt se segue, revelando que Welsh não está feliz entre outras pessoas. A cena destaca a devoção de Witt a centelha de luz e glória que ele vê nas pessoas, até na morte.
A unidade é enviada em outra missão no interior da ilha. Witt e dois outros homens, Cabo Fire e Soldado Coombs, são enviados porém descobrem que sua unidade está com poucos homens e deve se retirar; entretanto, recebendo uma informação do Tenente Band, que substituiu Staros como comandante, isso será difícil já que eles estão cercados. Witt decide atuar como isca e atrair os japoneses para longe de seus dois companheiros e do restante da unidade. Ele consegue levar os japoneses para longe, porém enquanto estava se retirando, ele é cercado quando corre para uma clareira. Um soldado japonês avança na direção de Witt e pede para ele largar a arma. O japonês diz que não quer matar Witt se ele não precisar. O rosto de Witt assume uma expressão de felicidade, reminiscente de sua narração de abertura descrevendo a aceitação pacífica da morte por parte de sua mãe e que ele deseja encontrar sua própria morte na mesma calma. Ele ergue se rifle e é instantaneamente baleado. A unidade mais tarde encontra seu corpo e o enterram na ilha. O filme termina com um novo oficial comandante, Capitão Bosche, assumindo a Companhia C e dando um discurso otimista acerca do seu comando. A campanha chegara ao fim e a unidade entrou nos transportes para abandonar a ilha.

## Elenco
- Sean Penn como Primeiro Sargento Edward Welsh
- Adrien Brody como Cabo Geoffrey Fife
- Jim Caviezel como Soldado Robert Witt
- Ben Chaplin como Soldado John Bell
- George Clooney como Capitão Charles Bosche
- John Cusack como Capitão John Gaff
- Woody Harrelson como Sargento Keck
- Elias Koteas como Capitão James Staros
- Jared Leto como Segundo Tenente Whyte
- Dash Mihok como Soldado Don Doll
- Tim Blake Nelson como Soldado Tills
- Nick Nolte como Tenente Coronel Gordon Tall
- John C. Reilly como Sargento Storm
- Larry Romano como Soldado Mazzi
- John Savage como Sargento McCron
- John Travolta como General de Brigada Quintard
- Arie Verveen como Sargento Charlie Dale
- Kirk Acevedo como Soldado Tella
- Penny Allen como Mãe de Witt
- Mark Boone Jr. como Soldado Peale
- Paul Gleason como Tenente George Band
- Don Harvey como Sargento Becker
- Danny Hoch como Soldado Carni
- Tom Jane como Soldado Ash
- Miranda Otto como Marty Bell
- John Dee Smith como Soldado Train
- Nick Stahl como Soldado Bead

## Produção

### Roteiro
O produtor Bobby Geisler se aproximou de Terrence Malick em 1978 e pediu para ele dirigir uma adaptação de peça In the Boom Boom Room, de David Rabe. Malick recusou a oferta, porém discutiu a ideia de fazer um filme sobre a vida de Joseph Merrick, porém quando ele soube do filme The Elephant Man, de David Lynch, ele arquivou a ideia. Em 1988, Geisler e John Roberdeau se encontraram com Malick em Paris para discutir a ideia de adaptar e dirigir um filme baseado no livro The White Hotel, de D. M. Thomas. Malick também recusou, porém disse a eles que estaria interessado em escrever uma adaptação de Tartufo, escrito por Molière, ou The Thin Red Line, de James Jones. Os produtores escolheram o segundo e pagaram US$ 250.000 para Malick escrever um roteiro.
Malick começou a adaptar The Thin Red Line em 1 de janeiro de 1989. Cinco meses depois, os produtores receberam seu primeiro rascunho que tinha 300 páginas. De acordo com um artigo da Entertainment Weekly, eles conseguiram a confiança do diretor fornecendo-lhe o mais obscuro material de pesquisa, incluindo livros de animais e de códigos secretos de comunicação dos soldados americanos e japoneses.
Os produtores passaram muito tempo falando com Malick sobre sua visão do filme. Geisler disse, "O Guadalcanal de Malick seria um Paraíso Perdido, um Éden, estuprado pelo veneno verde, como Terry costumava chamar, da guerra. Muito da violência seria mostrada indiretamente. Um soldado é baleado, porém ao invés de mostrar um rosto ensanguentado Spielberguiriano, nós vemos uma árvore explodir, a vegetação em retalhos e um lindo pássaro com uma asa quebrada voando da árvore". Malick passou anos trabalhando em outros projetos, todos sem sucesso. Em 1990 ele se encontrou com a filha de James Jones, Kaylie, e sua viúva, Gloria, e falou sobre a adaptação do livro em um filme. Em janeiro de 1995, Geisler e Roberdeau estavam sem dinheiro e pressionaram Malick para ele terminar o projeto. Eles falaram com o antigo agente de Malick, Mike Medavoy, que estava criando sua própria companhia de produção, a Phoenix Pictures, e concordou em dar a eles US$ 100.000 para começarem a trabalhar em The Thin Red Line. Medavoy tinha um acordo com a Sony Pictures e Malick começou a procurar locações no Panamá e Costa Rica antes de escolher as florestas do norte da Austrália. Em abril de 1997, três meses antes das filmagens, A Sony cancelou tudo enquanto as equipes construíam os cenários em Queensland porque o presidente do estúdio, John Calley, não achava que Malick conseguiria fazer o filme com o orçamento de US$ 52 milhões. Malick viajou até Los Angeles com Medavoy para mostrar o projeto para outros estúdios. A 20th Century Fox concordou em colocar US$ 39 milhões no orçamento com a condição de Malick selecionar cinco estrelas de uma lista de 10 atores que estavam interessados. A Pioneer Films, uma companhia japonesa, contribuiu com US$ 8 milhões, e a Phoenix com mais US$ 3 milhões.

### Seleção de elenco
Quando Sean Penn se encontrou com Malick, ele disse "Me dê um dólar e me diga onde devo aparecer". Roteiros também foram enviados para Robert De Niro, Robert Duvall e Tom Cruise. Em 1995, quando rumores começaram a aparecer dizendo que Malick estava fazendo um filme depois de tantos anos, vários atores falaram com ele. Na casa de Medavoy em 1995, ele encenou uma leitura com Martin Sheen dando as direções e Kevin Costner, Will Patton, Peter Berg, Lukas Haas e Dermot Mulroney interpretando os papéis principais. Em junho daquele ano, uma oficina de cinco dias foi marcada na casa de Medavoy, com Brad Pitt aparecendo e culminando com Malick colocando a trilha sonora de Where Eagles Dare e tocando tambores japoneses. Malick também se encontrou com um interessado Johnny Depp.
Edward Norton partiu de Austin para se encontrar com Malick, que havia ficado impressionado com o vídeo teste do ator para Primal Fear. Matthew McConaughey tirou um dia de folga das filmagens de A Time to Kill para se encontrar com Malick. Outros fizeram o mesmo, incluindo William Baldwin, Edward Burns, Josh Hartnett, Philip Seymour Hoffman, Stephen Dorff e Leonardo DiCaprio; o último, voou do México, onde estava filmando Romeo + Juliet, para se encontrar com Malick no aeroporto de Austin. Antes da seleção de elenco ser finalizada, Nicolas Cage almoçou com Malick em fevereiro de 1996. Malick saiu para procurar locações e tentou ligar para Cage, porém descobriu que o telefone do ator havia sido desligado. Malick se sentiu insultado e nem considerou Cage para um papel. Malick disse a Tom Sizemore que ele o queria em um papel no filme, o ator concordou. Sizemore, entretanto, recebeu uma oferta para interpretar um papel mais substancial em Saving Private Ryan e, quando ele não conseguiu falar com Malick por vários dias, decidiu fazer o filme de Steven Spielberg.
Para agradar o estúdio, Malick escalou George Clooney em um pequeno papel. Geisler lembra, "Terry estava preocupado que ter uma grande estrela como Clooney, interpretando um personagem que entra no final do filme, iria distrair as pessoas". James Caviezel, que foi escalado como Soldado Witt, credita a Malick por escalá-lo e por mudar sua carreira. O diretor de fotografia John Toll começou a conversar com Malick, pelo telefone, sobre o filme, em agosto de 1996. Eles se encontraram em setembro e recebeu o pedido para começar a fazer o filme no começo de 1997. Malick e Toll começaram a procurar locações em fevereiro de 1997, iniciando as filmagens em junho.

### Filmagens
A pré-produção começou devagar, porque Malick estava tendo dificuldades em tomar decisões. Ele e Toll procuraram os campos de batalha reais em Guadalcanal, porém a logística era muito difícil para filmar o filme inteiro na ilha. O diretor de fotografia John Toll disse, "Ainda é difícil entrar e sair da ilha, e nós tínhamos cenas envolvendo 200 a 300 figurantes. Nós teriamos que trazer todo mundo para Guadalcanal, e financeiramente isso não fazia sentido".
The Thin Red Line foi filmado proeminentemente na Floresta de Daintree e na Praia de Bramston, ambos ao norte de Queensland, Austrália. As filmagens também ocorreram na montanha Dancer, que tinha um solo tão irregular que os trailers e os caminhões da produção não conseguiam subir. Um acampamento base foi feito na base da montanha e estradas foram cavadas. Transportar 250 atores e 200 membros da equipe levava 2 horas. As técnicas de filmagens não convencionais de Malick incluíam filmar uma cena em uma clara, ensolarada manhã, apenas para completá-la semanas depois no pôr do sol. Ele criou o hábito de apontar a câmera para longe durante as sequências de ação e se focar em um galho de árvore, um papagaio ou outro animal. A reputação de Malick e seus métodos de trabalho ganharam o respeito de vários atores, com Woody Harrelson e John Savage ficando um mês a mais depois de terminarem todas as suas cenas, apenas para vê-lo trabalhar. O diretor filmou 100 dias na Austrália, 24 nas Ilhas Salomão e três nos Estados Unidos.

### Pós-produção
Além do elenco visto no corte final, Billy Bob Thornton, Martin Sheen, Gary Oldman, Bill Pullman, Lukas Haas, Viggo Mortensen e Mickey Rourke também interpretaram personagens, porém todas as suas cenas foram eventualmente cortadas. A editora Leslie Jones esteve na locação por cinco meses e raramente viu Malick, que a deixou por conta própria. Depois das filmagens terminarem, ela voltou com um corte inicial de cinco horas, levando sete meses para editar, com Thornton contribuindo com três horas de narração. Foi nesse ponto que o editor Billy Weber, antigo colaborador de Malick, subiu a bordo. Eles passaram 13 meses em pós-produção e os últimos quatro meses mixando o filme. Não houve exibições de visualização, porém várias foram feitas em casa, com a maior tendo 15 executivos promocionais. Os editores enfrentaram o desafio de juntar imagens de atores veteranos com atores menos experientes, integrando muitas pontas e narrações. De acordo com Jones, "Malick removia cenas de diálogos quando possível, com o filme final se distanciando muito do conceito original". Quatro meses após as filmagens, Malick convidou Toll para uma exibição de um corte bruto do filme. Em dezembro de 1998, Toll fez a primeira correção de cores em laboratório antes da estreia do filme.
A edição também resultou em muitos atores conhecidos aparecendo em tela por um período de tempo muito curto, por exemplo: as aparições de John Travolta e George Clooney são simples pontas e, mesmo assim, o nome de Clooney apareceu proeminentemente nos materiais de divulgação. O filme incompleto foi exibido para a imprensa de Nova York em dezembro de 1998. Adrien Brody estava nessa exibição apenas para descobrir que seu papel originalmente significante, "para carregar o filme", segundo ele, havia sido reduzido à duas falas e aproximadamente cinco minutos em tela. Em 2001, Brody revelou que ainda estava chateado com a remoção de seu trabalho:
| “ | Eu estava muito focado e profissional, eu dei tudo de mim, e depois para não receber nada ... em termos de observar meu próprio trabalho. Foi extremamente desagradável porque eu já havia começado a falar de um filme que não estava aí. Terry obviamente mudou o conceito inteiro do filme. Eu nunca tinha visto algo como aquilo. — Adrien Brody | ” |

Malick ficou bravo porque o estúdio exibiu uma sua versão incompleta do filme para a imprensa. Malick passou mais três meses editando, e acabou cortando mais 45 minutos do filme. O diretor se recusou a exibir o filme para plateias testes antes de entregar seu corte final.

## Música
A trilha sonora de The Thin Red Line foi composta por Hans Zimmer, com músicas adicionais de John Powell. Zimmer escreveu horas de músicas, com vários temas diferentes, alguns antes de Malick começar as filmagens. O diretor tocava as músicas no cenário antes das gravações para deixar ele mesmo e a equipe e os atores, no "clima". Zimmer e Powell colaboraram em mais de quatro horas de músicas, presumivelmente
para o corte original do diretor. Entretanto, quando Malick reeditou o filme até sua duração atual, 170 minutos, ele escolheu apenas algumas peças das contribuições musicais de Zimmer e Powell; com o resto sendo cortado. O filme também apresenta vários corais melanésios, interpretados pelo Coral de Todos os Santos de Honiara, porém apenas uma dessas canções está no álbum oficial da trilha sonora.
A trilha foi indicada ao Oscar de Melhor Trilha Sonora em 1999, porém perdeu para a trilha de La Vita é Bella.

## Recepção

### Bilheteria
The Thin Red Line recebeu um lançamento limitado em 25 de dezembro de 1998, sendo exibido em cinco cinemas onde arrecadou US$ 282.534 em seu primeiro fim de semana. O filme recebeu uma maior distribuição em 15 de janeiro de 1999, sendo exibido em 1.528 cinemas, arrecadando US$ 9.7 milhões no primeiro fim de semana. No total mundial, arrecadou US$ 98.126.565 de bilheteria.

### Crítica
The Thin Red Line recebeu críticas geralmente boas. No site agregador Rotten Tomatoes, o filme possui um indíce de aprovação de 76%, baseado em 80 resenhas. O consenso é, "Este é um complexo porém poderoso trabalho com muita intensidade". No site Metacritic, o filme tem um indíce de 78/100, baseado em 32 resenhas, indicando "críticas geralmente favoráveis".

### Prêmios
The Thin Red Line foi indicado a sete Oscars: Melhor Filme (Robert Michael Geisler, Grant Hill e John Roberdeau), Melhor Diretor (Terrence Malick), Melhor Roteiro Adaptado (Terrence Malick), Melhor Fotografia (John Toll), Melhor Edição (Billy Webber, Leslie Jones e Saar Klein), Melhor Trilha Sonora (Hans Zimmer) e Melhor Som (Andy Nelson, Anna Behlmer e Paul Brincat); porém não venceu nenhum prêmio. Entretanto, o filme venceu o Urso de Ouro do Festival de Berlim de 1999. O filme recebeu o prêmio de Melhor Fotografia pela National Society of Film Critics em 1998. A Time elegeu The Thin Red Line o 6º melhor filme de 1998, e o diretor Martin Scorsese colocou o filme como seu segundo filme favorito da década de 1990.